# Fredrik Holmberg (generaldirektör)
Fredrik Holmberg är en svensk jurist och ämbetsman.
Fredrik Holmberg, som är utbildad jurist, var planeringsdirektör och ställföreträdande generaldirektör vid Ekobrottsmyndigheten 2008–2018 samt därefter överdirektör på Tullverket och överdirektör på Skatteverket. Han utsågs 2025 till generaldirektör och chef för Lantmäteriet.
Holmberg har varit ledamot i styrelserna för Spelinspektionen och Inspektionen för vård och omsorg.